# Faux départ
Pour les articles homonymes, voir Faux Départ.

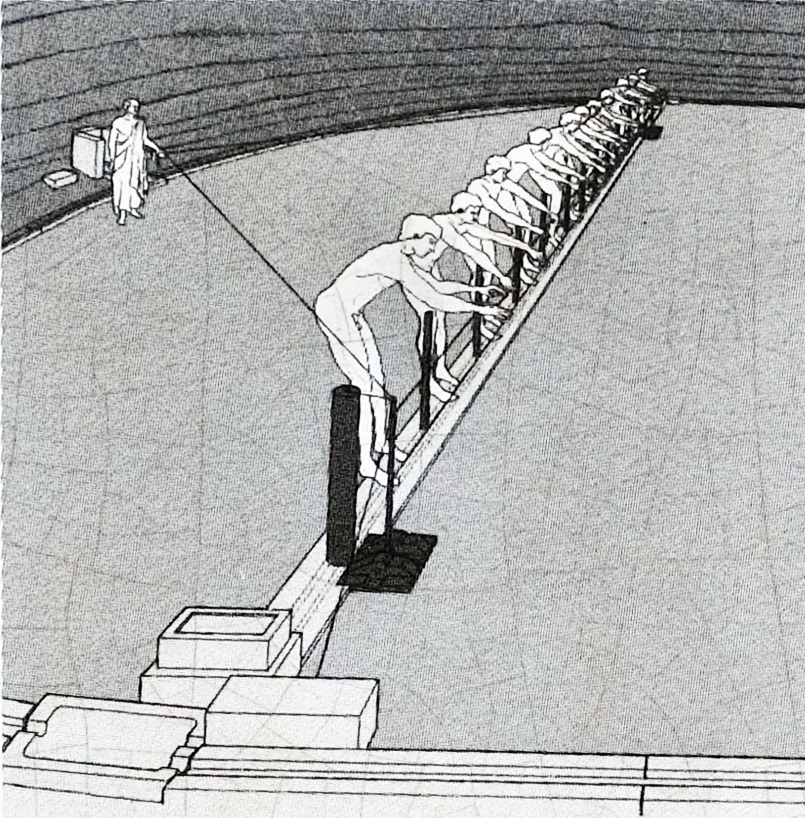
Dans les courses de chevaux et les courses à pied de la Grèce antique, l'hysplex est un dispositif avec une corde tendue qui évite tout départ prématuré.

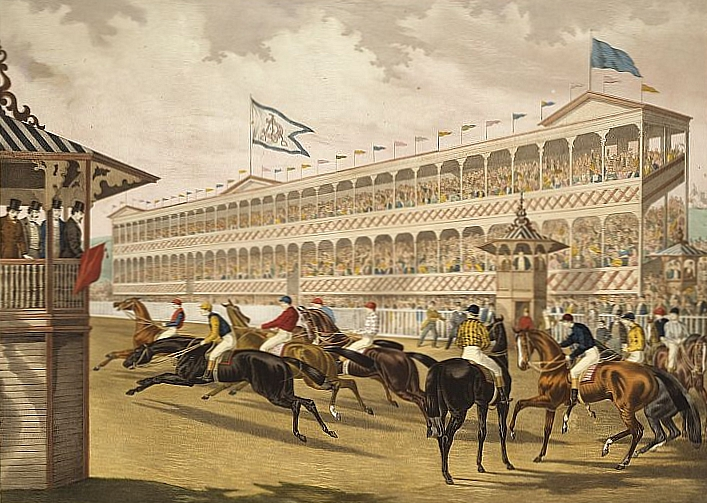
"The false start.", lithographie de Jerome Park - 1868

Dans les courses sportives, un faux départ est un mouvement en avant qui anticipe une autorisation de bouger. Suivant le sport, un faux départ peut entraîner une disqualification, un avertissement ou une pénalité pour le sportif et son équipe. Les faux départs sont courants dans les courses sportives.

## En athlétisme
En athlétisme, il y a faux départ si un athlète bouge avant le signal du starter. Dans les grandes compétitions, avec des capteurs sur les starting-blocks, si un athlète bouge lors du premier dixième de seconde qui suit le signal, il y a faux départ. Si un athlète fait un faux-départ, il est disqualifié. Dans les épreuves combinées, un faux départ par course est autorisé. Tout athlète responsable de provoquer un faux départ supplémentaire sera disqualifié pour cette course.

## En natation
En natation, il y a faux départ quand un nageur bouge, tombe ou plonge avant le signal du starter (sauf compétition par équipe en France).
Le nageur responsable du faux départ est disqualifié (sauf en UNSS).
S'il y a un deuxième faux départ, le starter laisse la course se dérouler et le fautif est disqualifié à l'issue de celle-ci.

## Au football américain
Au football américain, on appelle faux départ (false start) le fait qu'un joueur de l'attaque, hormis le centre, bouge avant le début de l'action.
La pénalité est de 5 yards depuis la précédente ligne d'engagement.

## En littérature
Par extension, le terme s'applique à un début de récit qu'un écrivain rejette comme inadéquat. Par exemple, dans les papiers laissés par Honoré de Balzac, les chercheurs ont pu identifier dans les ébauches de La Comédie humaine des débuts de récits qu'il a abandonnés pour les reprendre d'une autre façon : ce sont de faux départs. 